# Kelly Curtis

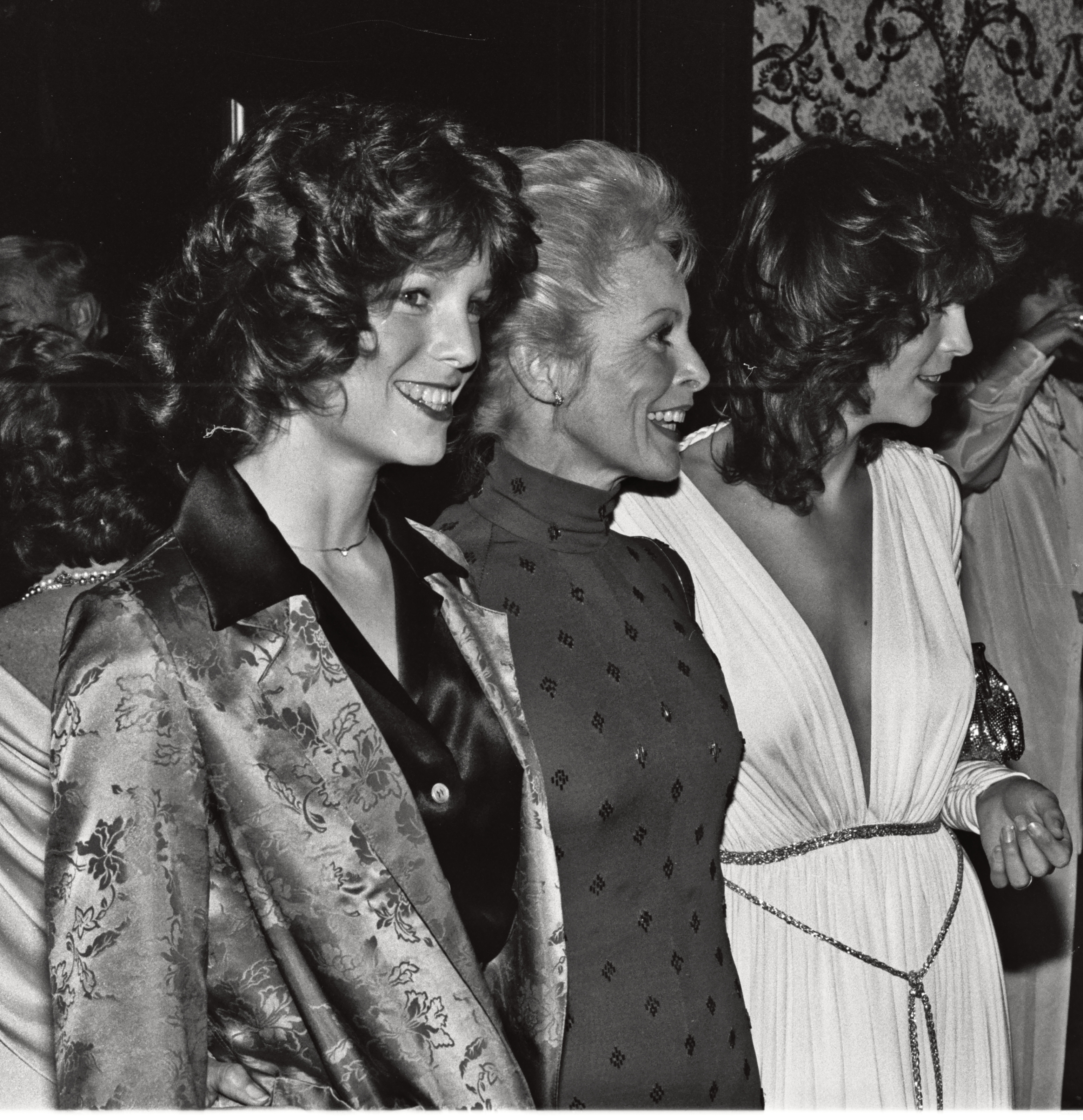
Kelly Curtis (L) z matką Janet Leigh, siostrą Jamie Lee Curtis (1979)

Kelly Lee Curtis (ur. 17 czerwca 1956 w Santa Monica, w stanie Kalifornia) – amerykańska aktorka i producentka filmowa, córka amerykańskiej pary aktorskiej: Tony’ego Curtisa i Janet Leigh, siostra amerykańskiej aktorki filmowej Jamie Lee Curtis.

## Wybrana filmografia
- 1958: Wikingowie (The Vikings) jako młoda dziewczyna
- 1983: Nieoczekiwana zmiana miejsc (Trading Places) jako Muffy
- 1986: McCall (The Equalizer) jako Paula Whitaker
- 1992 Samotnicy (Singles) - producent filmowy
- 1993: Star Trek: Stacja kosmiczna jako Miss Sarda
- 1996-1999: Gliniarz z dżungli (The Sentinel) jako porucznik Carolyn Plummer
- 1999: Potyczki Amy (Judging Amy) jako Leslie Wirth
- 2000: U progu sławy (Almost Famous)
- 2003: Święta Last Minute (Christmas with the Kranks) - asystentka
- 2010: To znowu ty (You Again) - asystentka